# طفولة (منظمة غير حكومية)
طفولة (بالفرنسية: Toufoula)‏ هي منظمة غير حكومية لبنانية تعنى بتحسين حياة الأطفال الذين يعانون من أمراض الدم والسرطان وتقديم المساعدة لهم ولأهلهم. تأسست المنظمة عام 2006 من قبل مجموعة من المتطوعين الشباب في بيروت، لبنان.

## الأهداف

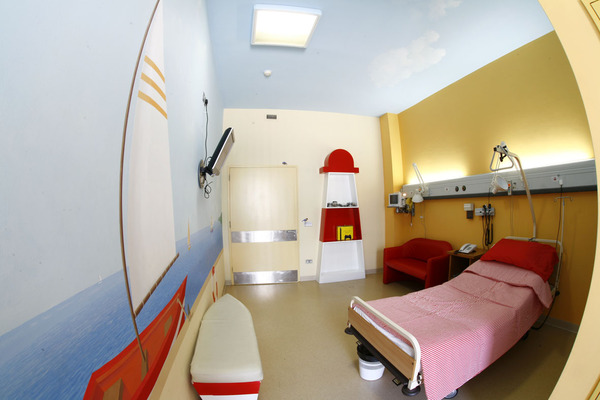

تتوج أهداف الطفولة بهدف رئيسي واحد: تحسين نوعية حياة الأطفال الذين يعانون من السرطان.
- خلق وعي عام باحتياجات الأطفال المصابين بالسرطان.[2]
- تقديم المساعدة المالية لهؤلاء الأطفال وأسرهم.
- خلق بيئة علاج أكثر ملاءمة والمرافق الضرورية لذلك.[3]
- دعم جميع المنظمات الأخرى والأفراد الذين يشاركون نفس الهدف.

## الإنجازات
- جائزة أفضل زي من ماراثون بيروت، 2007.
- جائزة الاعتراف من الجامعة اللبنانية الأمريكية، 2008.[4]
- شهادة تقدير من مستشفى رفيق الحريري الجامعي، لمشاركة طفولة في اليوم الصحي العالمي 2010 تحت شعار «بلدي، مدينتي، صحتي».
- شهادة تقدير من معرض الحدائق ومهرجان الربيع لمشاركة المنظمة في معرض الحدائق ومهرجان الربيع 2010.
- شهادة تقدير من رئيس الوزراء السيد زياد بارود لإنجازها مشروع «غرف الأحلام» في مستشفى فندق ديو دي فرانس، 2010.[5]
- شهادة اعتراف من ماراثون بيروت الدولي عام 2008.

## الأحداث
تعتمد طفولة في تمويلاتها على أنشطة جمع التبرعات والجهات الراعية للأحداث التي تقوم بتنظيمها. لتحقيق أهدافها، تم تنظيم العديد من الأحداث:
- مركز بيال: نظمت طفولة كرنفالًا في الفترة من 28 أبريل 2006 وحتى 1 مايو 2006 في مركز بيال، حضر للحدث 11,000 زائر خلال ثلاثة أيام؛ حضر الحدث 200 طفل مريض من جميع أنحاء لبنان، إلى جانب إخوانهم وعائلاتهم؛ ساعد 500 متطوع من مختلف المدارس والجامعات في جميع أنحاء لبنان في جعل هذا الحدث ممكنًا.
- ماراثون: شاركت طفولة في ماراثون بيروت 2006 من خلال ارتداء أجنحة فراشة مخيطة (أكثر من 100) أثناء الجري، وفازت طفولة بأفضل زي لماراثون 2006.
- عرض الحديقة: أثناء افتتاح عرض الحديقة، قامت الطفولة بعرض عسكري مع أطفال المدارس، وكذلك عرض للألعاب السحرية.
- مؤتمر فكر: استضافه الرئيس ميشال سليمان في فندق فينيسيا في الفترة من 8 إلى 9 ديسمبر. تم اختيار طفولة باعتبارها المنظمة غير الحكومية الوحيدة من جميع أنحاء العالم العربي التي تقدم أعمالها في المؤتمر. مثل السيد مكسيم تشايا المنظمة، إلى جانب أعضاء آخرين ف يطفولة، وأيضا المرضى الذين يتلقون الدعم المباشر من الجمعية.

## تمويل نفقات علاج المرضى
تهتم منظمة طفولة بالأساس بجمع الأموال والتبرعات لمساعدة في سد نفقات علاج الأطفال المرضى:
| السنوات | عدد المرضى | المبلغ   |
| ------- | ---------- | -------- |
| 2007    | 7          | $9,148   |
| 2008    | 2          | $4,893   |
| 2009    | 19         | $36,195  |
| 2010    | 11         | $64,926  |
| المجموع | 39         | $115,162 |